# Kauwende metselbij
De kauwende metselbij (Osmia leaiana) is een vliesvleugelig insect uit de familie Megachilidae. De wetenschappelijke naam van de soort is gepubliceerd in 1802 door Kirby.